# Alambicco

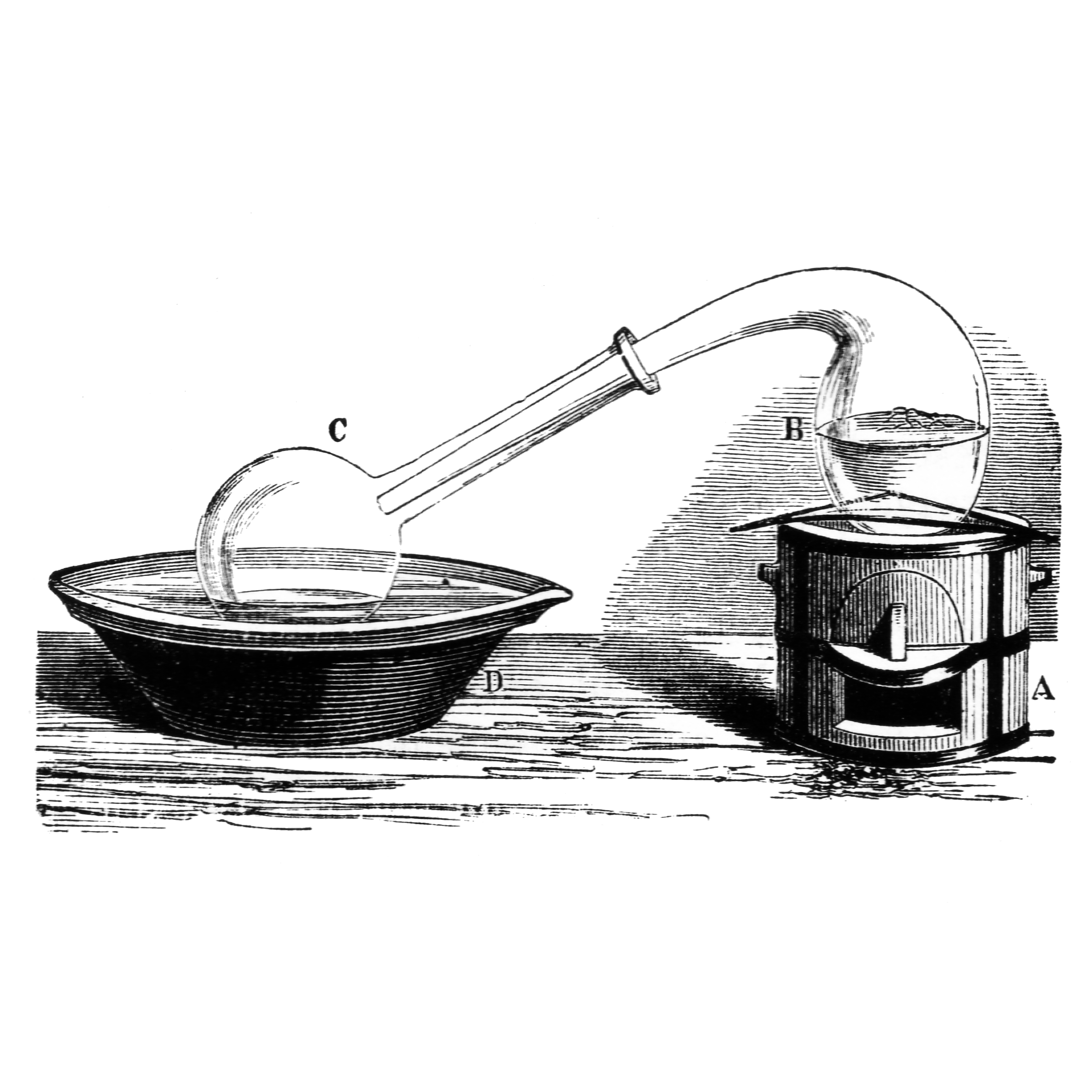
Alcuni alambicchi, illustrati nel Libro delle invenzioni del danese André Lütken (1878)

L'alambicco è un apparecchio di distillazione consistente in una caldaia collegata, mediante un tubo, ad una serpentina di raffreddamento, al fondo del quale si raccoglie il distillato.

## Etimologia
Dall'arabo أنْبِيق (al-’ambiq, distillare), e dal greco αμβιξ (ambix, tazza), attraverso il latino medievale alembicus ed il francese antico alambic.

## Storia

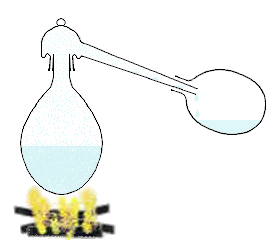
Schema di funzionamento di un alambicco sul fuoco.

Perfezionato dai Siciliani che lo importarono dagli Arabi, l'alambicco fu lo strumento usato per secoli da alchimisti e monaci che si dedicarono alla produzione più disparata di unguenti, elisir, oli essenziali ed infine liquidi alcolici.
È stato usato per produrre profumi, medicine, acqua da iniezione per uso farmaceutico, in generale per separare e purificare diversi prodotti chimici e per la produzione di bevande alcoliche distillate.

## Tipi di alambicco

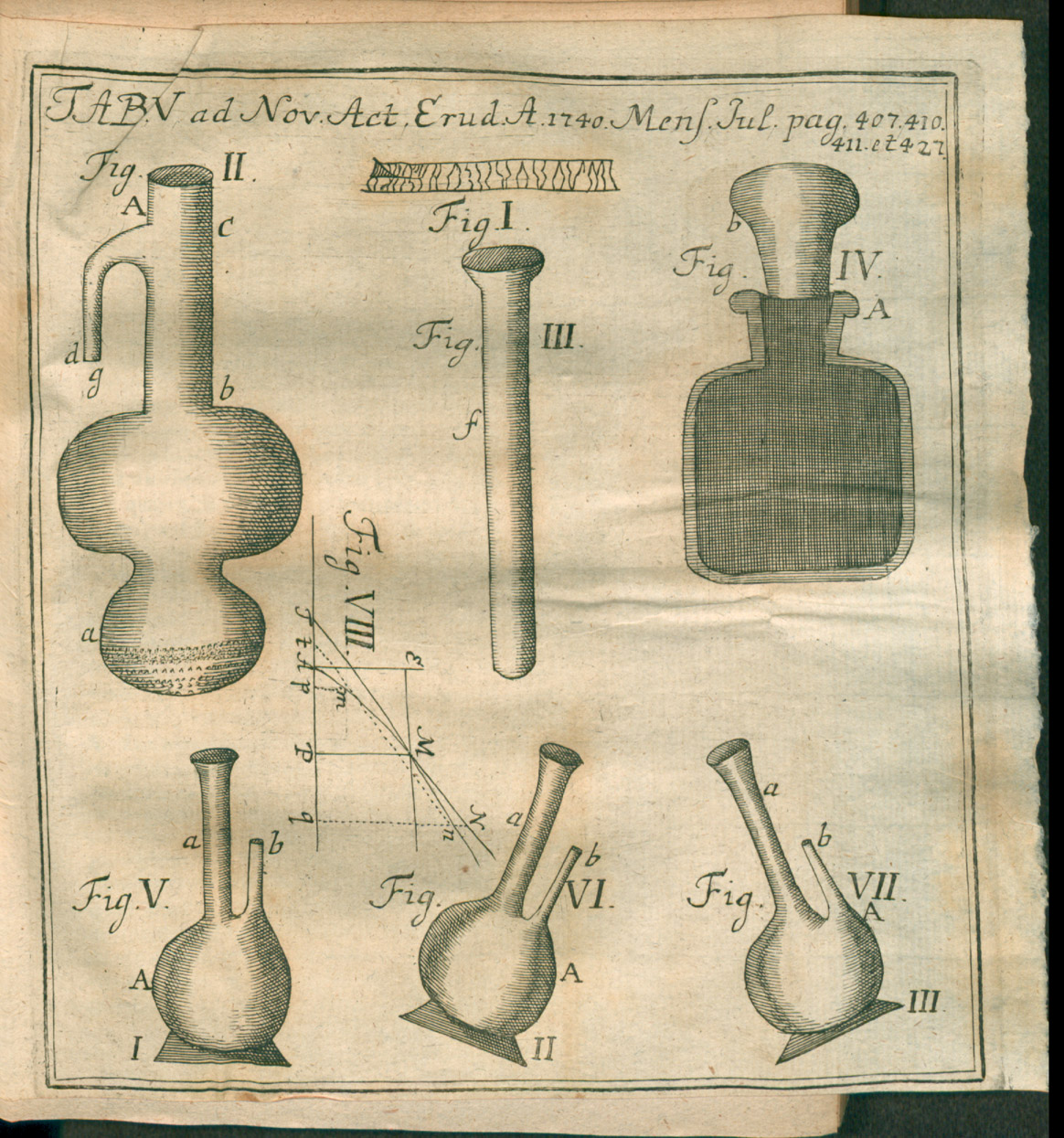
Illustrazione di alambicchi.

Esistono due tipi di alambicchi: quelli a ciclo continuo e quelli a ciclo frazionato. Come è comprensibile dal nome hanno come caratteristica principale la continuità o la discontinuità del processo di distillazione.
Negli alambicchi a ciclo continuo viene immesso il vapore acqueo fatto bollire in una caldaia a parte, cosa che consente di abbreviare i tempi della distillazione riscaldando l'acqua una sola volta e facendo più "cotte", cioè distillando più partite di vinaccia.
A loro volta gli alambicchi a ciclo frazionato vengono classificati anche a seconda di quanto la massa da distillare si trovi a contatto con la fonte di calore: la tecnica viene denominata a «bagnomaria», che consiste nell'immergere il materiale da distillare nell'acqua e far bollire tutto insieme.
Solitamente l'alambicco viene usato per la distillazione dell'alcol ma può anche essere usato per la produzione di profumi e di oli essenziali.

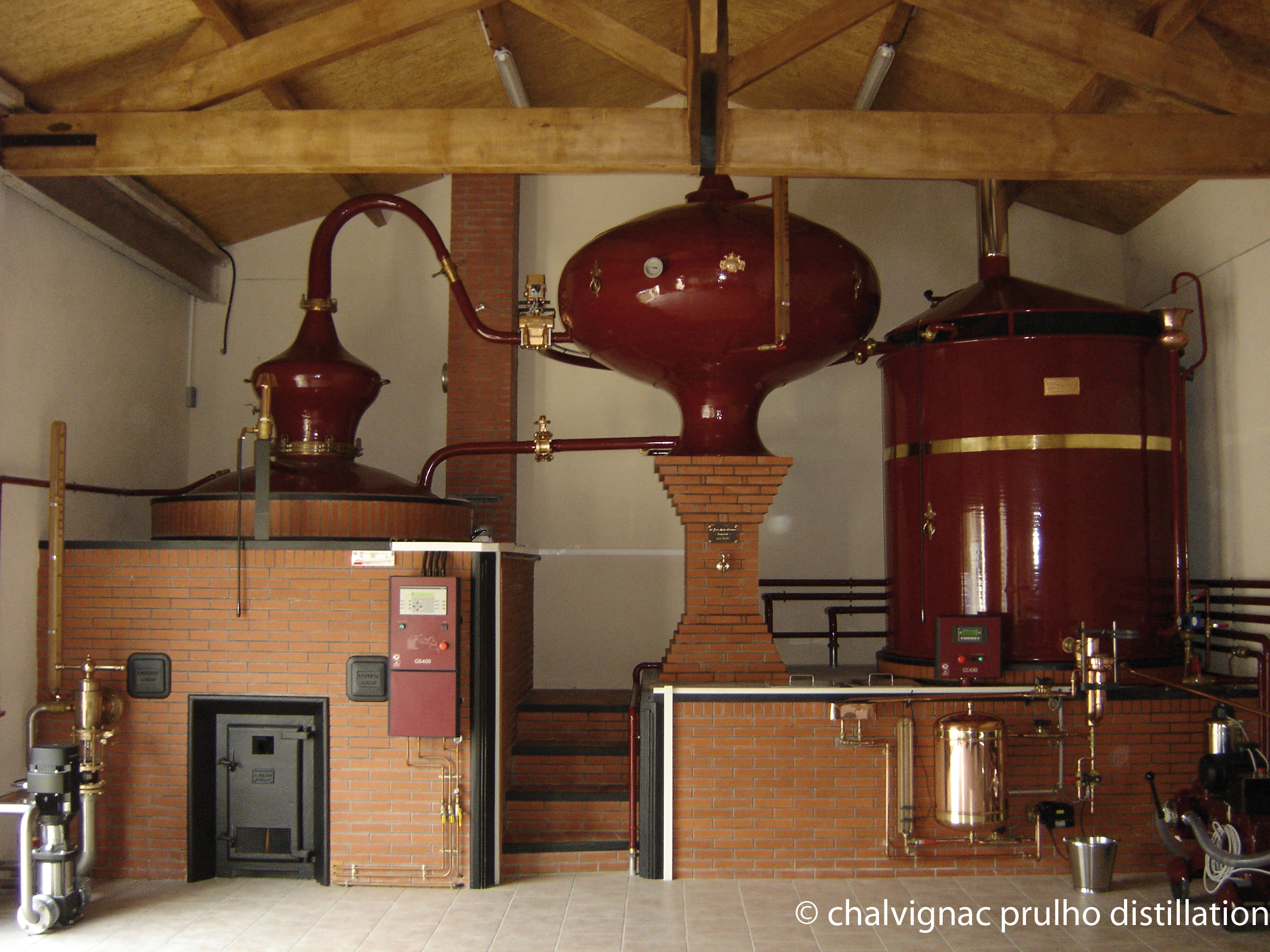
Alambicco discontinuo di tipo charentais
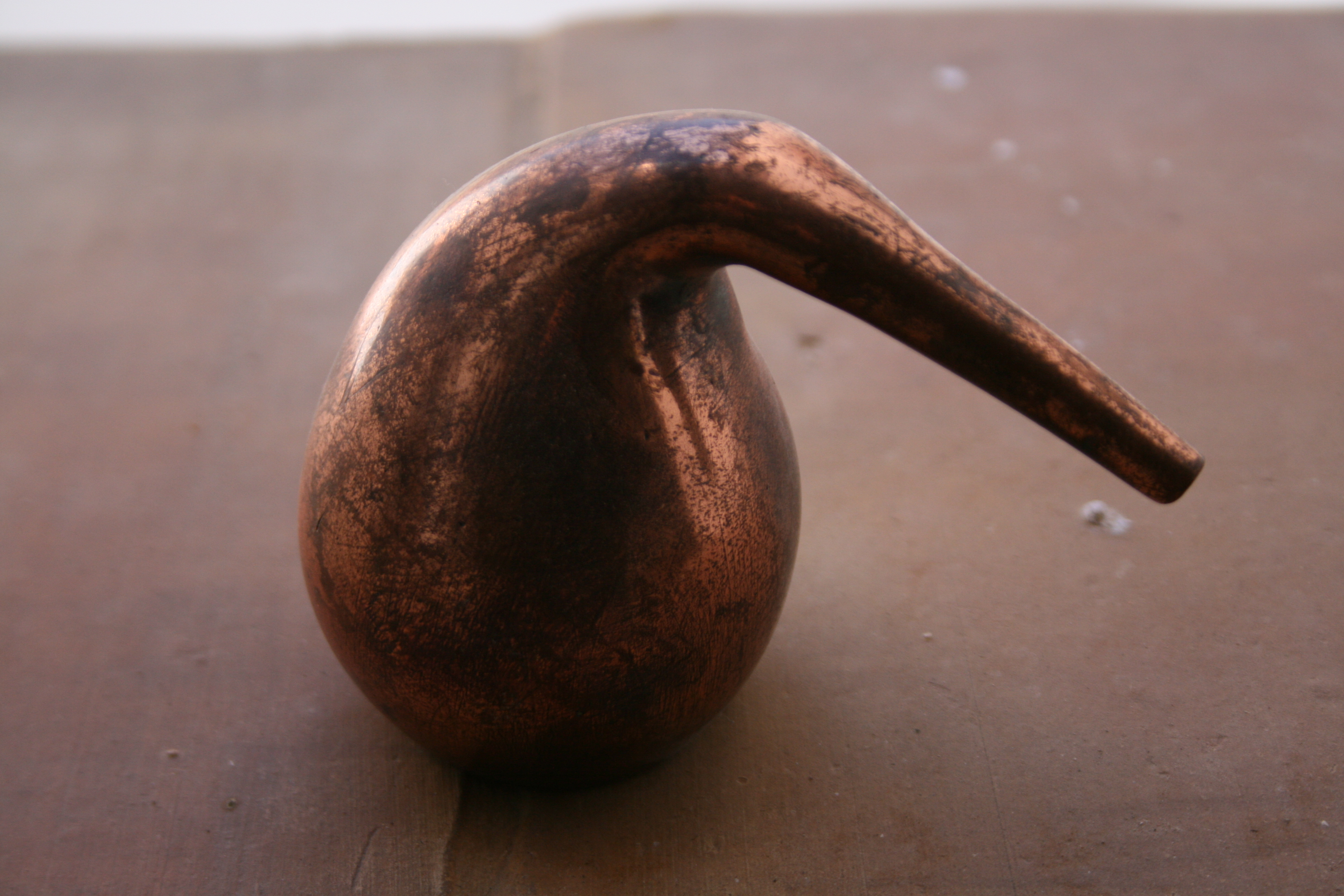
Storta in rame
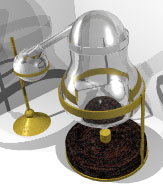
Alambicco in vetro
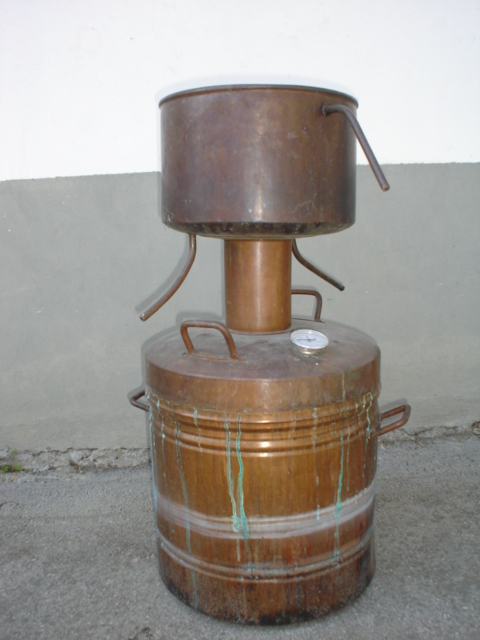
Alambicco distillatore a fungo